# تورط الاستخبارات الأمريكية مع مجرمي الحرب الألمان واليابانيين بعد الحرب العالمية الثانية
في حين كانت الولايات المتحدة متورطة في محاكمة مجرمي الحرب، قام كل من الجيش الأمريكي ووكالات الاستخبارات الأمريكية بحماية بعض مجرمي الحرب بغرض الحصول على معلومات تقنية أو استخباراتية منهم، أو المشاركة في عمليات استخباراتية جارية. بدأت العلاقات مع مجرمي الحرب الألمان فور نهاية الحرب العالمية الثانية، ولكن كان تطور بعض العلاقات اليابانية أبطء من ذلك.
لم يكن الكتمان متعمدًا دائمًا، إذ كانت بعض السجلات متناثرة بين كمية ضخمة من السجلات الحكومية. عمل المدعون في بعض الحالات على تطوير قضايا ضد الأفراد بفاعلية، ورغم ذلك لم يكونوا مدركين أن الولايات المتحدة كان بحوزتها سجلات مفصلة بشأنهم. أنشأ الكونغرس الأمريكي للتحقيق في القضية مجموعة عمل مشتركة بين الوكالات وقعت تحت رعاية إدارة الأرشيف والوثائق الوطنية. كان العديد من هذه العلاقات قد شكلتها هيئة مكافحة الاستخبارات (CIC) قبل إنشاء وكالة الاستخبارات المركزية (سي آي إيه) في عام 1947. وفي بعض الحالات فقد تولت وكالة الاستخبارات المركزية (سي آي إيه) العلاقات وأخفتها لقرابة 60 عامًا تقريبًا.

## سياسة الاحتواء ومعاداة الشيوعية
أثرت عدة مذاهب على سياسة ما بعد الحرب التي تشكلت فيها هذه العلاقات، ولكن لا يتفق جميع المؤرخين على أن جميعها قد طبقت. كانت سياسة الاحتواء ومعاداة الشيوعية، وما يسمى المكارثية مقبولة على وجه العموم.
لاقت سياسة الاحتواء بصفتها مفهوماً في السياسة الخارجية الأمريكية بعد الحرب العالمية الثانية على دعم فكري من قبل جورج كينان، أولًا في وثيقة داخلية تسمى «البرقية الطويلة» ثم في «المقالة إكس» في "الشؤون الخارجية"، «مصادر الإدارة السوفييتية» التي نشرت تحت اسم مستعار «إكس». عندما أيد كينان التطبيق الدقيق للحد من الخيارات السوفييتية، أصبحت السياسة الأمريكية أكثر استبدادًا؛ الأمر الذي كان سيئًا بالنسبة للشيوعية كان في الواقع جيدًا لهم، وكان منع تعديلات الرأسمالية الديمقراطية يعتبر في غاية الأهمية بدرجة كافية لتبرير العمل المشترك مع مجرمي الحرب.
وبالرغم من ذلك فقد كانت تصرفات عضو مجلس الشيوخ جو مكارثي معادية للشيوعية بشكل لا شعوري. كان غالبًا مجرد اتهام الشيوعية سببًا كافيًا للعمل ضد الأفراد أو المنظمات.

## البحث عن النظام أم الفرص؟
وفقًا لكيساتسكي، فإن تعليق برود، «فقط من خلال «[إقناع] الألمان بأنهم متساوون» يمكن للولايات المتحدة «الاحتفاظ بالقوة» وتحقيق أهدافها العالمية»، أظهر أن السياسة الأمريكية-الألمانية، في سياسة أوسع للسياسات الأطلسية، لها أبعاد متعددة وفترات زمنية متعددة. هناك نقطة خفية ولكنها مهمة هي أن الولايات المتحدة لم تكن مهتمة بكل من القومية اليمينية، التي قد تكون أو لا تكون عودة النازية، والشيوعية.
- خلال فترة الاحتلال، عمل القادة الأمريكيون أثناء احتلال الحلفاء (1945-1955) على تحويل دكتاتورية النازية السابقة إلى شريك موثوق للغرب. ساعدت عمليات نزع السلاح النووي والبرامج ذات الصلة على محو الممارسات الشمولية وتعزيز الحكم الديمقراطي.
- قلل التكامل الاقتصادي والعسكري لألمانيا الغربية مع أوروبا (1955-1990) من خطر نشوب حرب عالمية ثالثة من خلال تعزيز الاعتماد المتبادل بين الدول القارية الكبرى. فقد قوضت القومية الأهداف الأمريكية. أثار الاستياء المتزايد من احتلال ألمانيا وانقسامها تنافسًا وطنيًا يدعو إلى الإضرار بالسلام. يمكن لقادة الحلفاء ضمان أفضل ولاء للجمهورية الفيدرالية للغرب عن طريق منح الحكم الذاتي الكامل ومعاملة الألمانيين الغربيين بشكل متساوٍ.
- بعد إعادة توحيد ألمانيا في عام 1990، سهلت العلاقات التعاونية بين الحلفاء والألمانيين التقدم وتمكنت الولايات المتحدة من «الاحتفاظ بالسلطة» في أوروبا.

يدور في داخل حكومة الولايات المتحدة، ومن جانب منتقديها، نقاش مستمر بين الأخلاق المطلقة والاحتياجات المتصورة للواقعية السياسية في ما يتعلق بالشيوعيين والحلفاء. تقول إليزابيث هولتزمان، عضو الكونغرس الأمريكي السابقة من نيويورك والعضو في لجنة جرائم الحرب النازية ومجموعة العمل الحكومية الدولية المختصة بسجلات الحكومة الإمبراطورية اليابانية، إن الوثائق أظهرت أن وكالة الاستخبارات المركزية «فشلت في اتخاذ أي إجراء» لاصطياد إيكمان، و«فُرض علينا ألا نواجه الضرر المعنوي فقط، بل الأضرار العملية» المتمثلة في الاعتماد على المعلومات الاستخباراتية من النازيين السابقين. ووفقًا لهولتزمان، فإن المعلومات الواردة من النازيين السابقين كانت تحتوي غالبًا على أجنداتهم الشخصية «وتعرضهم للابتزاز». وقالت هولتزمان: «إن استخدام أناس خطأ يمكن أن يكون له عواقب وخيمة للغاية»، واقترحت هي وأعضاء آخرين في المجموعة أن تكون النتائج حكاية تحذيرية لوكالات الاستخبارات اليوم.

## تقييم العملية الاستخباراتية
اقترح نافتالي وآخرون أن الخيار المفيد، وإن كان غير أخلاقي، هو النظر فيما إذا كان استخدام الموارد الموجهة قد حقق نتائج جيدة، وقال «إنه لمن الجيد أن يكون لدى المجتمع الأدوات اللازمة لتقييم أداء مجتمع الاستخبارات الخاص به؛ حتى لو كان الأداء يتضمن أنشطة تبلغ من العمر 50 عامًا، وآمل أيضًا أن يأخذ مجتمع الاستخبارات نفسه دروسًا من الماضي».
علق هانز جورج فيك، رئيس الاستخبارات الألمانية بين عامي 1985 و1990، أنه «مع الكشف عن الوثائق المتعلقة بعلاقات الجيش الأمريكي ووكالة الاستخبارات المركزية مع جيلين، أصبح الجانب السلبي لذلك التعاون معروفًا. لم يُكشف عن هذا المشروع الاستخباراتي، حتى في ظل الإدراك المتأخر لكن الجيد، يظل تحليل تكلفة التكلفة لتعيين جيلين وشعبه أكثر صعوبة بكثير مما يظن نافتالي، الذي يقر بأن الاتصالات مع شخصيات مزعجة كان مفيدًا. وكان هذا هو الحال مع منظمة جيلين».

## السياسة الأوروبية

### منظمة جيلين
احتلت هذه المنظمة جزءًا كبير من نشاط ما بعد الحرب، حتى منتصف الخمسينيات، عندما أصبحت جزءًا من وكالة الاستخبارات الألمانية في ألمانيا الغربية. اتصل راينهارد جيلين باستخبارات الجيش الأمريكي بعد وقت قصير من انتهاء الحرب، وعرض ملفاته وموظفيه على الجبهة الشرقية والاتحاد السوفييتي. لم يُعتبر جيلين نفسه مجرم حرب، لكن ربما كان بعض موظفيه مجرمي حرب فعلًا.
كان جيلين في الأصل يتمتع بسمعة ممتازة في مجال الاستخبارات، لكن المعلومات الحديثة جعلت هذا موضع تساؤل. في ندوة «جي إتش آي»، قال مايكل والا، الذي كان يشغل منصب مدير تحرير المجلة الألمانية مجلة تاريخ الاستخبارات، إنه كان من المفترض أن يغيّر جيلين الاستخبارات الألمانية خلال الحرب. ومع ذلك، قال والا إن جيلين أقل من أن يكون جيدًا كمحلل سوفييتي، لكن من سبقوه قبل توليه منصب (إف إتش أو) (وتعني «الجيوش الأجنبية الشرقية») كانوا سيئين للغاية. قبل عام 1942، تسببت العنصرية النازية بإسقاط القوة والمعدات السوفيتية على يد إف إتش أو، مثل تي-34، التي يُعتقد على نطاق واسع أنها أفضل دبابة في الحرب العالمية الثانية. على الرغم من أن جيلين لم يكن قادرًا على إبقاء الأيديولوجية النازية خارج التقديرات، ما أدى إلى أشياء مثل الفشل في التنبؤ بالمقاومة السوفييتية في ستالينغراد، لكنه ظل يحظى بتقدير كبير من قبل القيادة العليا للقوات المسلحة.
يقلل تيموثي نفتالي من قيمة التعاون المبكر بعد الحرب بين وكالة الاستخبارات المركزية وما أصبح جهاز الاستخبارات الفيدرالي في ألمانيا الغربية. وفقًا لنفتالي، فإن مؤسسة جيلين وخليفها، جهاز الاستخبارات الفيدرالي، كانت ذا قيمة «مشكوك بها» وإن «سجلات وكالة الاستخبارات المركزية الأمريكية تظهر أن جيلين كان متمردًا، وأن منظمته كانت غير آمنة، وأن العملية برمتها وفرت معلومات استخباراتية ذات قيمة مشكوك بها. وبعد مرور خمسين عامًا، ما تزال الحكومة الألمانية ترفض رفع السرية عن سجلاتها الخاصة بالموضوع. وإلى أن تفعل ذلك، وما لم ترسم هذه الوثائق صورة جديدة بشكل مثير للوضع، فإن حساب منظمة جيلين في الحرب الباردة المبكرة سيظل ملعونًا».